# Aureopterix
Aureopterix là một chi bướm đêm nguyên thủy, nhỏ, màu kim loại thuộc họ Micropterigidae.

## Các loài
- Aureopterix micans Gibbs, 2010
- Aureopterix sterops (Turner, 1921)